# Judské království
Judské království byl státní útvar v hornatém Judsku, jenž existoval od asi 10. století do roku 586 př. n. l., kdy jej dobyl babylonský král Nebukadnesar II.  Podle hebrejské bible vzniklo rozpadem sjednoceného království na jižní judské a severní izraelské království. Vládla mu davidovská dynastie.
Až do pádu izraelského království roku 722 př. n. l. mělo řidčeji osídlené judské království provinční charakter. To se změnilo, když ze zničeného izraelského království začalo do Judska proudit množství uprchlíků. Jeruzalém se tak náhle stal politickým i náboženským centrem v oblasti a Judské království se konečně rozvinulo v plnohodnotný stát. Politické centralizaci království měla pomoci také náboženská centralizace. Tradiční příběhy o praotcích a exodu posloužily náboženské reformě, jež se vyznačovala monoteismem a likvidací konkurenčních náboženských forem.
Vzápětí postihla Asýrii vnitřní nestabilita, takže se král Chizkijáš rozhodl vzbouřit, po stabilizaci Asýrie však následovala krutá odveta – plenění asyrského vojska zůstal uchráněn pouze Jeruzalém. Další judský král byl poslušným asyrským vazalem, což Judsku přineslo dlouhé období míru, během něhož došlo k velkému ekonomickému rozvoji, zároveň však také k odklonu od reformovaného náboženství. Koncem 7. století došlo k dalšímu úpadku Asýrie, do oblasti však začala pronikat moc Egypta. Egyptská hrozba vedla k novému náboženskému vzepětí a nové náboženské reformě.
Toto úsilí však Judské království nezachránilo. Egypťané odvlekli judského krále do zajetí, vzápětí však do oblasti vtrhlo vojsko ještě silnější Babylonie, jež roku 586 Judsko včetně Jeruzaléma vyplenilo a část obyvatelstva odvleklo do zajetí.

## Prameny
Představy o judském království dlouhou dobu vycházely z biblického vyprávění, které tvrdí, že judské království bylo pokračovatelem sjednoceného davidovského království, od něhož se po Šalomounově smrti odtrhlo izraelské království. Dějiny Judska se pak odehrávaly pod téměř nepřetržitou hrozbou vpádu okolních mocných národů – zatímco panovníci, kteří sloužili Hospodinu, oddalovali zničení království, vládci, kteří se protivili Božím příkazům, uváděli své království do záhuby.
Archeologické průzkumy však ukázaly, že dějiny se odehrávaly poněkud jinak, než Bible tvrdí. Především neexistovalo žádné sjednocené království, od něhož by se izraelské království odtrhlo. Judské království navíc bylo oproti izraelskému království značně zaostalé – toto pisatel Bible, který si nedokázal vysvětlit, jak se mohlo „hříšnému“ Samařsku dařit lépe než zbožnému Judsku, prostě zamlčel.
Důležitým pramenem je zejména plošný výzkum vysočiny, který v 60. letech 20. století provedl Jochanan Aharoni, vykopávky v Jeruzalémě a dalších městech a egyptské, asyrské a babylonské prameny.

## Dějiny judského království

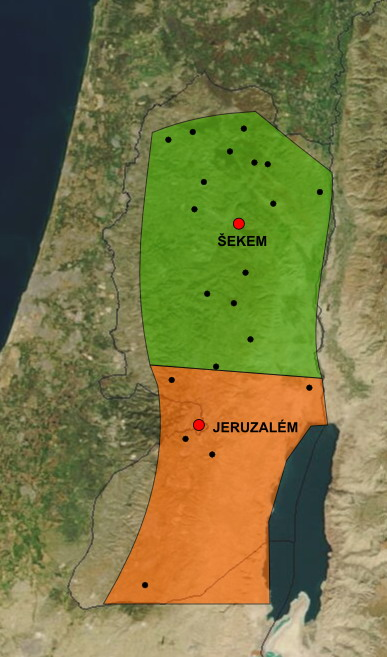
Šekemské a jeruzalémské království ve 14. století

### Osídlení a první státy v Judsku
Obyvatelé Judských hor střídali dle nutnosti pastevecký a usedlý život. V době rozkvětu kenaanských měst v západní přímořské nížině mohli s těmito městy obchodovat, když se však tato města dostala do krize, byli pastevci nuceni si zemědělské plodiny vyprodukovat sami. Pěstitelství s sebou samozřejmě neslo i nutnost usazení se. První sídla tak vznikla ve starší době bronzové (3500–2200 př. n. l.), pak však většinou zanikla, neboť obyvatelstvo se díky dostatku obilí z kenaanských měst mohlo vrátit ke kočovnému pastevectví. Obdobná vlna osídlení proběhla ve střední době bronzové (2000–1550), až se nakonec kvůli krizi kanaanských měst ve 12. století př. n. l. způsobené přílivem mořských národů, obyvatelstvo Judska začalo usazovat trvale.
Již v tomto období zřejmě existovala jakási forma státu v okolí Jeruzaléma, o němž se zmiňují egyptské klatbové texty z 19. století př. n. l. a el-amarnská korespondence ze 14. století př. n. l. Nejednalo se však o stát v pravém slova smyslu, neboť moc panovníka se omezovala jen na Jeruzalém a jeho bezprostřední okolí, nikoli na celé Judsko.

### Vznik judského království

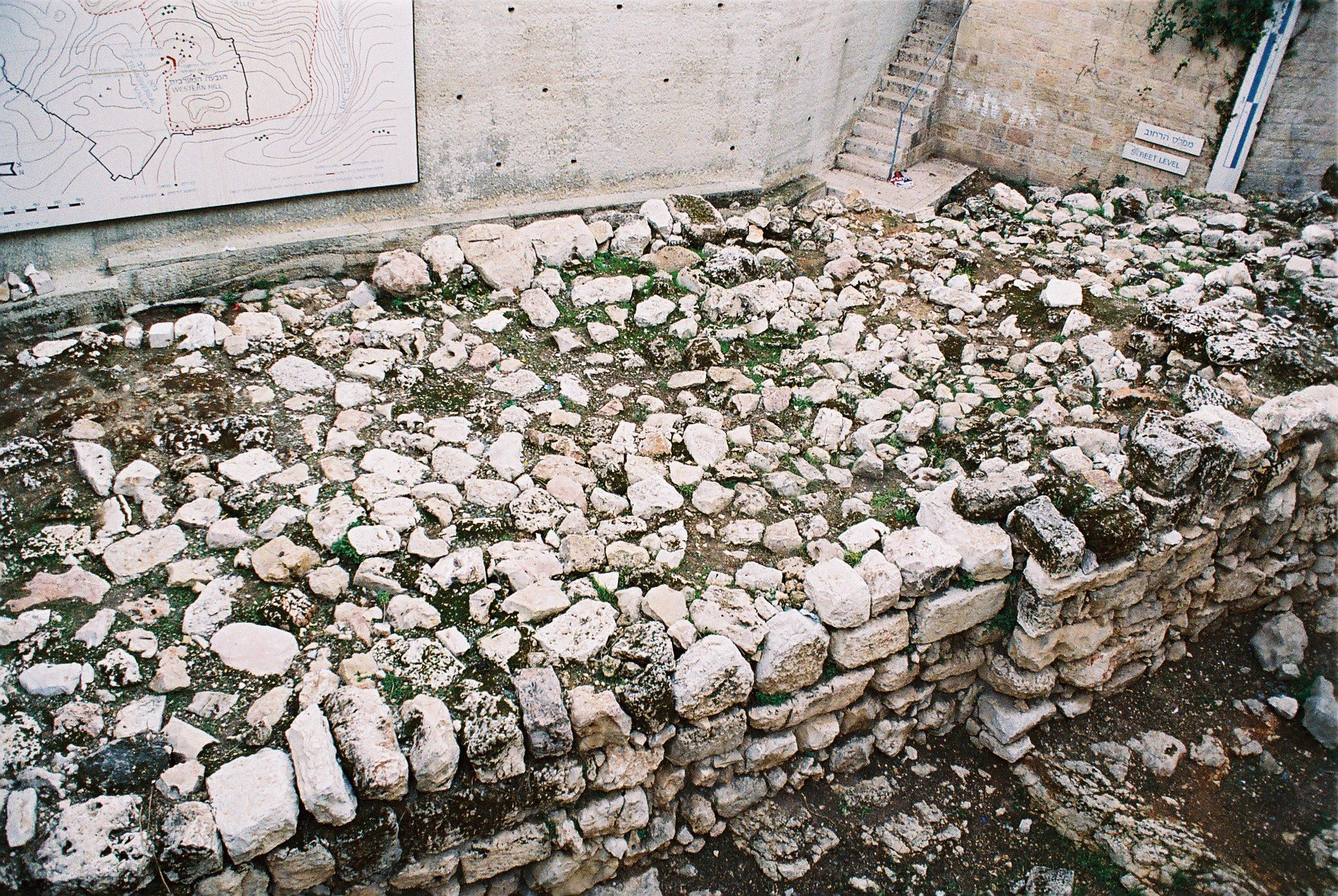
Zbytky jeruzalémského opevnění vybudovaného za Chizkijášovy vlády

Vesnice se od 12. století pozvolna rozrůstaly a specializovaly, podobně jako se společnost stratifikovala, avšak značně pomaleji než v Samařsku, jež těžilo z blízkosti obchodní stezky vedoucí z Egypta do Mezopotámie. Ještě v 10. století byl Jeruzalém menším horským městem; zatímco v Samařsku archeologové z této doby nalezli první velké stavby, v judském hlavním městě nejsou žádné takové stavby doloženy. Král David a jeho nástupci zůstali lokálními vládci izolované horské oblasti.

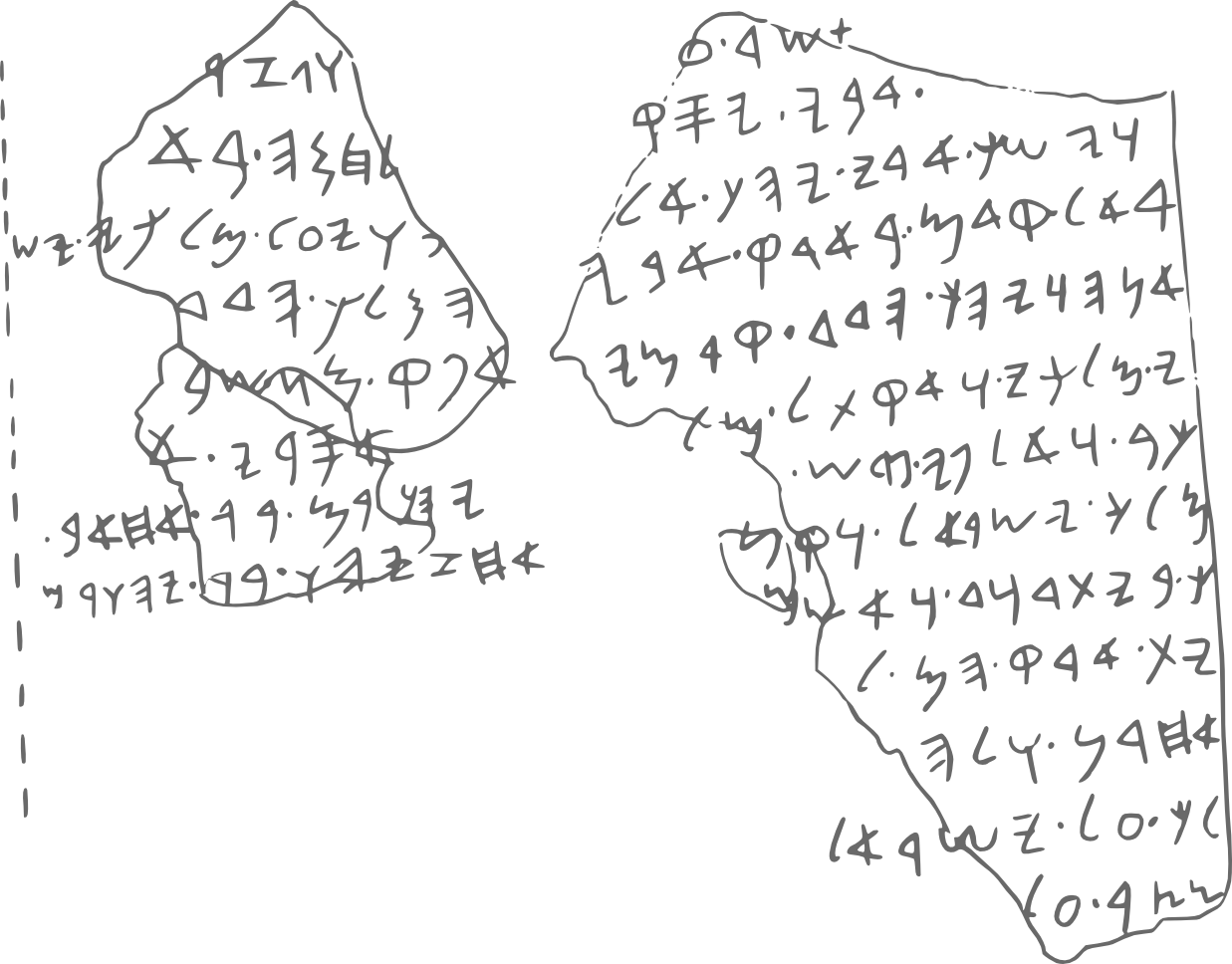
Nápis nalezený v Tel Danu, zmiňující „dům Davidův“

Zatímco okolo roku 900 bylo izraelské království na severu již téměř plně rozvinutým státem, jenž disponoval byrokratickým aparátem a stavěl velké veřejné stavby a paláce, Judsko dospělo do tohoto stavu až ke konci 7. století př. n. l. Judsko pojilo se Samařskem uctívání stejného Boha – Hospodina, podobný dialekt hebrejštiny a stejné písmo. Úroveň gramotnosti v judském království ovšem byla mnohem nižší: literární památky se dochovaly až z konce 8. století př. n. l. a hospodářská ostraka až ze 7. století. Archeologické nálezy z 10. – 8. století vypovídají o pluralitě Hospodinova kultu a obyvatelé Judska také běžně uctívali božstva okolních národů.
Význam Judska začal růst až s krizí a zánikem izraelského království. Judský král Achaz (743–727 př. n. l.) se rozhodl pomoci asyrskému králi Tiglatpilesarovi III. (754–727 př. n. l.) oslabit konkurenční severní království, a stal se proto dobrovolně asyrským vazalem. Rozmach judského království nastal po roce 722, kdy Salmanassar V. izraelské království zničil a do Judska začalo proudit množství izraelských uprchlíků, jež byli mnohdy na vyšší kulturní úrovni než judští obyvatelé. Jeruzalém se tak rázem stal politickým i náboženským centrem v oblasti, počet jeho obyvatel během krátké doby stoupl z 1 500 na 15 000 obyvatel a v jeho okolí vzniklo mnoho nových zemědělských usedlostí. Podobný rozmach zažila i další judská sídla, zejména Lakiš. Judské království konečně získalo charakter plně rozvinutého státu (jsou doloženy monumentální nápisy, ostraka, pečeti a velké veřejné stavby).

### Kolísavý vztah k Asýrii: Chizkijáš a Menaše
Snahu o politickou centralizaci Judska se Achazův nástupce Chizkijáš (727–698 př. n. l.) snažil podpořit také centralizací náboženství. Tradiční příběhy o praotcích a exodu posloužily náboženské reformě, jež měla charakter monoteismu. Dřívější kultická pluralita se stala symbolem chaotické nejednotnosti národa a „modloslužbou“. Roku 705 Chizkijáš využil oslabení Asýrie po smrti Sargona II. a vzbouřil se. V předtuše asyrské odvety zahájil výstavbu silného opevnění Jeruzaléma a Lakiše, nechal prorazit tunel ve skále pod Davidovým Městem, jímž se přiváděla voda dovnitř jeruzalémských hradeb.
Asyrská odveta skutečně roku 701 přišla. Sinacheribovo vojsko vydrancovalo celé Judsko včetně vzkvétajícího Lakiše, před pohromou byl uchráněn pouze Jeruzalém. Biblická kniha Izajáš mluví o tom, že se judský král Chizkijáš v obležení modlil k Hospodinu, který poslal svého anděla a ten „pobil v asyrském táboře sto osmdesát pět tisíc. Za časného jitra, hle, všichni byli mrtví, všude mrtvá těla.“ Asyrský historik Béróssos hovoří o tom, že „Bůh poslal morovou nákazu na Sinacheribovo vojsko a hned první noci obléhání zemřelo na sto osmdesát pět tisíc.“
Chizkijášův nástupce Menaše (698–642 př. n. l.) se od náboženských reforem odklonil a modlářská posvátná návrší začala být opět budována.
Menaše rovněž upustil od Chizkijášovy neúspěšné zahraniční politiky a stal se věrným asyrským vazalem. Menašeho vláda se tak stala obdobím dlouhého míru a relativní prosperity. Judsko se snažilo zapojit do obchodu s exotickým zbožím, snažila se exportovat olivový olej. Velký populační růst zažívala především území na jihu Judska (Beerševa, Edom), kudy vedla důležitá kadidlová stezka, po níž procházely karavany z Arábie na břeh Středozemního moře. Rozvoj ekonomiky se ovšem pojil také s rostoucí sociální diferenciací, narušením tradičního kmenového uspořádání a nejistotou nižších společenských skupin. To probudilo jednak kritiku ze strany proroků (např. Sofonjáš), avšak také sny o ideálním zlatém věku.

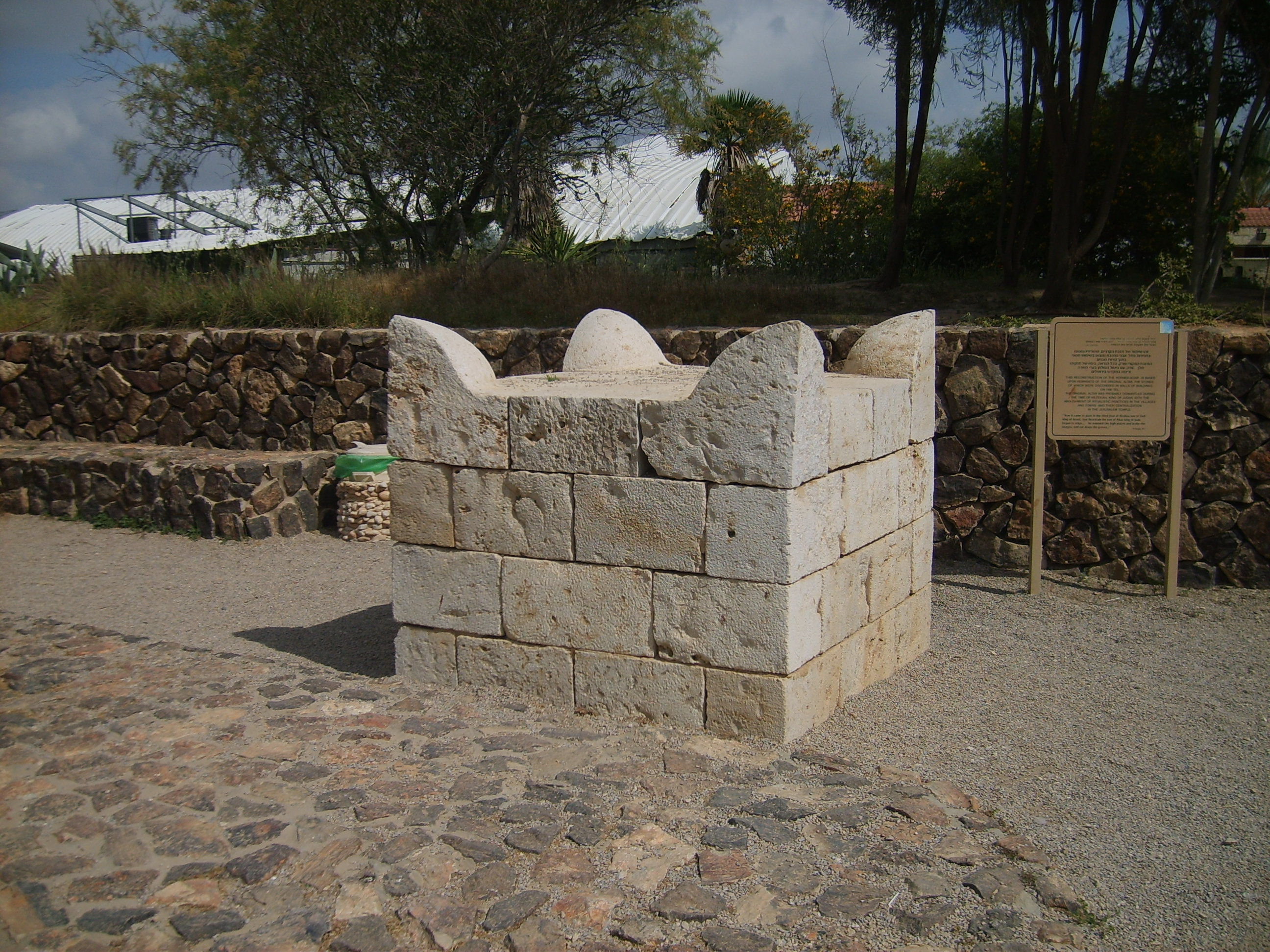
Rekonstrukce obětního oltáře v Be'er Ševě; původní oltář byl rozbit při Chizkijášově či Jóšijášově centralizaci kultu

### Jóšijášova reforma a pád Judska
Menašeho syn Amón byl po dvou letech vlády zavražděn, což však lid vyděsilo, takže z obav z nestability spiklence pobili a na trůn dosadili dědice trůnu Jóšijáše (639–609 př. n. l.). Ten začal naplňovat sny o ideálním zlatém věku, kterými žil lid, jemuž Jóšijáš vděčil za trůn. Roku 622 nařídil opravu jeruzalémské svatyně, při které byly nalezen text Knihy smlouvy, jež podnítila velkou náboženskou reformu v monoteistickém duchu. Z Chrámu byly odstraněny veškeré předměty neodpovídající monoteistické představě Boha, místa modloslužby byla zničena a kult byl znovu centralizován do Jeruzaléma. Kniha smlouvy zřejmě představovala původní verzi či základ knihy Deuteronomium. Doba vzniku knihy zůstává otázkou, historická kritika však naznačuje, že se jedná o poměrně mladý text, který vznikl nejpozději za Chizkijášovy vlády. Nepravděpodobná není také varianta, že text vznikl až za Jóšijáše.
Jóšijášovy reformy v sobě nesly také silný ideologický moment. Asýrie ztrácela svou moc, takže Egypťané vyhnali Asyřany z Egypta a oslabil jejich moc v Palestině. Severní Izrael se tak stal prostorem, do něhož mohlo Jóšijáš expandovat. Aby získal nadšení obyvatelstva pro tento svůj plán, podpořil sepsání tradovaných epických vyprávění a legend, na jejichž základě si mohl činit nárok na severoizraelská území. Zda k expanzi nakonec skutečně došlo, není zcela jasné.
Záhy se totiž mezinárodní situace změnila. Na východě rychle rostla moc Babylonie, zatímco na západě moc Egypta. Při svém tažení proti Babylonii faraon Neko II. roku 609 za nejasných okolností Jóšijáše u Megida zabil. Jeho smrt znamenala rozpad reformního hnutí a judské království se naplno stalo obětí babylonsko-egyptského zápasu. Jóšijášůva syna Jóachaze Egypťané odvlekli a na jeho místo dosadili Jójakíma. Když Babylonie roku 605 zvítězila nad Egyptem u Karchemiše, stal se Jójakím babylonským vazalem, avšak brzy se proti babylonské nadvládě s pomocí Egypta vzbouřil, během následného babylonského obléhání Jeruzaléma roku 597 však zemřel a jeho syna i jeruzalémskou aristokracii a kněze Babyloňané odvlekli. Dosazený král Sidkijáš se rovněž po krátké době vzbouřil, tentokrát však byla babylonská odveta roku 587 drastičtější: Nebukadnesar II. vyplenil celé Judsko, zničil Jeruzalém, asi čtvrtinu obyvatelstva odvlekl do babylonského zajetí a judské království přeměnil na provincii Jehud.

## Přehled judských králů
| Doba vlády (př. n. l.) | Jméno                    | Poznámky                                                                            |
| ---------------------- | ------------------------ | ----------------------------------------------------------------------------------- |
| 931–914                | Rechabeám (רחבעם)        |                                                                                     |
| 914–911                | Abijám (אבים)            |                                                                                     |
| 911–870                | Ása (אסא)                |                                                                                     |
| 870–846                | Jóšafat (יהושפט)         | 851–846 souvládí s Jóramem                                                          |
| 851–843                | Jórám (יהורם)            | 851–846 souvládí s Jóšafatem                                                        |
| 843–842                | Achazjáš (אחזיהו)        |                                                                                     |
| 842–836                | Atalja (עתליה)           | regentka                                                                            |
| 836–798                | Jóaš (יהואש)             |                                                                                     |
| 798–769                | Amasjáš (אמציה)          | 785–769 souvládí s Azarjášem                                                        |
| 785–733                | Azarjáš (Uzijáš) (עזריה) | 785–769 souvládí s Amasjášem, 759–743 souvádí s Jótamem, 743–733 souvládí s Achazem |
| 759–743                | Jótam (יותם)             | souvládí s Azarjášem                                                                |
| 743–727                | Achaz (אחז)              |                                                                                     |
| 727–698                | Chizkijáš (חזקיהו)       | 788–784 souvládí se svým otcem                                                      |
| 698–642                | Menaše (מנשה)            |                                                                                     |
| 641–640                | Amón (אמון)              |                                                                                     |
| 639–609                | Jóšijáš (יאשיהו)         |                                                                                     |
| 609                    | Jóachaz (יהואחז)         |                                                                                     |
| 608–598                | Jójakím (יהויכים)        |                                                                                     |
| 597                    | Jójakín (יהויכין)        |                                                                                     |
| 596–586                | Sidkijáš (צדקיהו)        |                                                                                     |